# Валери Дамянов
Валери Дамянов (роден на 1 юни 1958) е бивш български футболист, защитник, както и треньор по футбол.

## Футболна биография

### Футболист
Дамянов е юноша на Локомотив (София), но дебютира в мъжкия футбол с екипа на Родопа (Смолян). През 1982 г. се завръща в Локомотив, за който играе в продължение на четири години.
През 1986 година подписва договор с ЦСКА (София), където играе в продължение на една година.
След като напуска ЦСКА през 1987 година, подписва с отбора на ПФК Пирин (Гоце Делчев), където играе до 1989 година, след което прекратява активната си спортна кариера.

### Треньор
Започва да работи като треньор в отбора на ФК Исперих през 1989 година, а по-късно води ФК Миньор (Рудозем).
В продължание на осем години води Детско-юношеската школа (ДЮШ) на ПФК Локомотив (София), а през 2009 година става старши треньор на ОФК Несебър (Несебър), но е освободен през същата година, въпреки че отбора е начело в Източната „Б“ ПФГ.
От 2010 е начело на Спортист (Своге)..
От 2015 г. е старши треньор на Локомотив (София).